# 5世纪国家领导人列表

## 非洲
- 阿克苏姆 -（可能是）埃翁，阿克苏姆国王，具体在位年代不详

## 亞洲
- 印度
  - 笈多帝国 - 旃陀罗笈多二世，笈多帝国国王，375年－414年
  - 伐迦陀迦
    - 补罗婆罗补罗-难提伐弹那支系 - 地婆诃罗西那，伐迦陀迦国王，385年－400年
    - 婆蹉瞿尔摩支系 - 文底耶西那，伐迦陀迦国王，355年－400年
- 伊朗（萨珊王朝）- 伊嗣俟一世，波斯萨珊王朝国王，399年－420年
- 朝鮮 (朝鲜三国时代)
  - 百濟 - 
    1. 阿莘王，百濟国王（392年－405年）
    2. 腆支王，百濟国王（405年－420年）
    3. 久尔辛王，百濟国王（420年－427年）
    4. 毗有王，百濟国王（427年－454年）
    5. 盖卤王，百濟国王（475年－475年）
    6. 文周王，百濟国王（475年－477年）
    7. 三斤王，百濟国王（477年－479年）
    8. 东城王，百濟国王（479年－501年）

  - 高句丽 -
    1. 好太王，高句麗国王（391年—412年）
    2. 长寿王，高句麗国王（413年—490年）
    3. 文咨王，高句麗国王（491年—519年）

  - 新罗 - 
    1. 奈勿王，新羅国王（356年—402年）
    2. 实圣麻立干，新羅国王（402年—417年）
    3. 讷祇麻立干，新羅国王（417年—458年）
    4. 慈悲麻立干，新羅国王（458年—479年）
    5. 炤知麻立干，新羅国王（479年—500年）
    6. 智证王，新羅国王（500年—514年）

  - 驾洛（金官伽倻） - 
    1. 金伊尸品，驾洛国王，346年－407年
    2. 金坐知，驾洛国王，407年－421年
    3. 金吹希，驾洛国王，421年－451年
    4. 金知，驾洛国王，451年－492年
    5. 金钳知，驾洛国王，492年－521年

### 中国
- 东晋 - 
  1. 晋安帝，晋朝皇帝（396年—418年）
  2. 晋恭帝，晋朝皇帝（418年—420年）
- 桓楚
  1. 桓玄，桓楚皇帝（403年－404年）
- 南朝
  - 刘宋 - 
    1. 宋武帝，刘宋皇帝（420年—422年）
    2. 宋少帝，刘宋皇帝（422年—424年）
    3. 宋文帝，刘宋皇帝（424年—453年）
    4. 刘劭，刘宋皇帝（453年）
    5. 宋孝武帝，刘宋皇帝（453年—464年）
    6. 宋前废帝，刘宋皇帝（464年—465年）
    7. 宋明帝，刘宋皇帝（465年—472年）
    8. 宋后废帝，刘宋皇帝（472年—476年）
    9. 宋顺帝，刘宋皇帝（476年—479年）

  - 南齐 - 
    1. 齐高帝，南齐皇帝（479年—482年）
    2. 齐武帝，南齐皇帝（482年—493年）
    3. 萧昭业，南齐皇帝（493年—494年）
    4. 萧昭文，南齐皇帝（494年）
    5. 齐明帝，南齐皇帝（494年—498年）
    6. 萧宝卷，南齐皇帝（498年—501年）
- 十六国
  - 后燕
    1. 慕容盛，后燕皇帝（398年－400年）、庶人天王（400年－401年）
    2. 慕容熙，大燕天王（401年－407年）

  - 北燕
    1. 高云，大燕天王（407年－409年）
    2. 冯跋，大燕天王（409年－430年）
    3. 冯弘，大燕天王（430年－436年）

  - 后秦
    1. 姚兴，后秦皇帝（394年－399年）、大秦天王（399年－416年）
    2. 姚泓，后秦皇帝（416年－417年）

  - 西秦
    1. 乞伏乾归，秦王（409年—411年）、河南王（411年－412年）
    2. 乞伏炽磐，河南王（412年－414年）、秦王（414年－428年）
    3. 乞伏暮末，秦王（428年—431年）

  - 夏
    1. 赫连勃勃，大夏天王（407年－418年）、大夏皇帝（418年－425年）
    2. 赫连昌，大夏皇帝（425年－428年）
    3. 赫连定，大夏皇帝（428年－431年）

  - 后凉
    1. 吕纂，大凉天王（399年—401年）
    2. 吕隆，大凉天王（401年—403年）

  - 南凉
    1. 秃发利鹿孤，武威王（399年－401年）、河西王（401年－402年）
    2. 秃发傉檀凉王（402年－404年、408年－414年）

  - 北凉
    1. 段业，建康公（397年－399年）、凉王（399年－401年）
    2. 沮渠蒙逊，张掖公（401年－412年）、河西王（412年－431年）、凉王（431年－433年）
    3. 沮渠牧犍，河西王（433年－439年）
    4. 沮渠无讳，酒泉王（441年－442年）、河西王（442年－444年）
    5. 沮渠安周，河西王（444年－460年）

  - 西凉
    1. 李暠，凉公（400年—417年）
    2. 李歆，凉公（417年—420年）
    3. 李恂，凉公（420年—421年）

  - 南燕
    1. 慕容德，燕王（398年－400年）、南燕皇帝（400年－405年）
    2. 慕容超，南燕皇帝（405年－410年）
- 北朝
  - 北魏
    1. 魏道武帝，魏王（386年－396年）、北魏皇帝（396年－409年）
    2. 魏明元帝，北魏皇帝（409年－423年）
    3. 魏太武帝，北魏皇帝（423年－452年）
    4. 拓跋余，北魏皇帝（452年）
    5. 魏文成帝，北魏皇帝（452年－465年）
    6. 魏献文帝，北魏皇帝（465年－471年）
    7. 魏孝文帝，北魏皇帝（471年－499年）
    8. 魏宣武帝，北魏皇帝（499年－515年）
- 仇池
  1. 杨盛（394年－425年）
  2. 杨玄（425年－429年）
  3. 杨保宗（429年）
  4. 杨难当（429年－444年）
  5. 杨保炽（444年）
  6. 楊文德，武都王（447年－455年）
  7. 杨元和，武都王（455年－466年）
  8. 杨僧嗣，武都王（466年－473年）
  9. 杨文度，武都王（473年－477年）
  10. 杨文弘，武兴王（478年－479年）
  11. 杨后起，武兴王（479年－486年）
  12. 杨集始，武兴王（486年－503年）
  13. 杨广香，阴平王（477年－483年）
  14. 杨炅，阴平王（483年－495年）
  15. 杨崇祖，阴平王（495年－511年）
- 吐谷浑
  1. 乌纥提，吐谷浑大单于（400年—405年）
  2. 树洛干，吐谷浑大单于（405年－417年）
  3. 阿豺，白兰王（417年－424年）
  4. 慕璝，陇西王（424年－436年）
  5. 慕利延，河南王（436年－452年）
  6. 拾寅，西平王（452年－481年）
  7. 度易侯，河南王（481年－490年）
  8. 伏连筹，吐谷浑王（490年－540年）
- 柔然
  1. 社仑，丘豆伐可汗（402年－410年）
  2. 斛律，蔼苦盖可汗（410年－414年）
  3. 步鹿真，可汗（414年）
  4. 大檀，牟汗纥升盖可汗（414年－429年）
  5. 吴提，敕连可汗（429年－444年）
  6. 吐贺真，处可汗（444年－464年）
  7. 予成，受罗部真可汗（464年－485年）
  8. 豆仑，伏名敦可汗（485年－492年）
  9. 那盖，候其伏代库者可汗（492年－506年）

## 歐洲
- 西罗马帝国 - 
  1. 弗拉维乌斯·奥古斯都·霍诺留，西罗马帝国皇帝，395年－423年
  2. 斯提里科，西罗马帝国皇帝，395年－408年
- 东罗马帝国 - 阿卡狄奥斯，东罗马帝国皇帝，395年－408年
- 亚美尼亚 - 瓦拉姆·谢普赫 ，亚美尼亚国王，389年－417年
- 格鲁吉亚（高加索伊比利亚王国） - 提尔达特（Tirdat），高加索伊比利亚国王，394年－406年
- 爱尔兰 - Niall Noigíallach，爱尔兰国王，378年－405年
- 西哥特王国 - 亚拉里克一世，西哥特国王，395年－410年
- 匈人帝國 -
  1. 烏單
  2. 俄塔
  3. 盧阿
  4. 蒙杜克
  5. 布雷達
  6. 阿提拉
  7. 愛拉克
  8. 鄧吉西克

## 美洲
- 玛雅
  - 蒂卡尔 - “蜷鼻王”，蒂卡尔国王，约379年－约411年
  - 科潘 - 亚克库毛，科潘國王，約426–437